# Maxime Bossis
Maxime Bossis (* 25. Juni 1955 in Saint-André-Treize-Voies, Département Vendée) ist ein ehemaliger französischer Fußballspieler.

## Vereinskarriere
Der kantige Innenverteidiger Maxime Bossis spielte von 1973 bis 1985 für den FC Nantes, mit dem er dreimal Landesmeister wurde (1977, 1980 und 1983) und zudem 1979 die Coupe de France gewann. Hier wurde er auch französischer Nationalspieler.
1985 wechselte der auch mehrfach als bester Fußballer des Landes ausgezeichnete Spieler zu Racing Paris in die Division 2, kehrte mit diesem aber nach nur einem Jahr in die höchste Spielklasse zurück und blieb dort bis 1989. In der Saison 1990/91 schnürte Maxime Bossis als 35-Jähriger noch einmal für den FC Nantes seine Fußballstiefel, bestritt 34 Punktspiele und erzielte dabei noch zwei Tore, bevor er seine Karriere nach mehr als 500 Erstligaeinsätzen endgültig beendete.

## Der Nationalspieler
Zwischen März 1976 und Juni 1986 bestritt Maxime Bossis 76 Länderspiele für Frankreich (64 für Nantes, 12 für Paris) und erzielte dabei ein Tor. Unter Trainer Michel Hidalgo war er ein Stammspieler in der französischen Hintermannschaft und nahm erstmals an einem internationalen Turnier bei der Weltmeisterschaft 1978 in Argentinien teil. Bei der Weltmeisterschaft 1982 in Spanien kam er bis ins Halbfinale und hatte im Spiel gegen Deutschland den traurigsten Moment in seiner Fußballerkarriere: beim Elfmeterschießen scheiterte er am deutschen Torhüter Toni Schumacher. Als Horst Hrubesch als nächster Elfmeterschütze traf, war seine Mannschaft aus dem Turnier ausgeschieden. Bei der Europameisterschaft 1984 gelang ihm mit Frankreich dann endlich auch ein Titelgewinn. Auch an der Weltmeisterschaft 1986 in Mexiko nahm er noch teil; dort schied seine Mannschaft allerdings erneut im Halbfinale gegen Deutschland aus.
Von 1985 bis 1992 war Bossis französischer Rekordnationalspieler, bevor ihn Manuel Amoros überholte.

## Erfolge
- Europameister 1984 mit der Équipe Tricolore
- Französischer Meister: 1977, 1980, 1983
- Französischer Pokalsieger: 1979
- Gewinner der Étoile d’Or als saisonbester Spieler in Frankreichs Division 1: 1977/78 und 1982/83
- Französischer Fußballer des Jahres: 1979, 1981
- 502 Einsätze und 25 Tore in der höchsten Spielklasse, davon 413/24 für Nantes und 89/1 für Paris; damit Rang 16 in der Liste der französischen Rekordspieler (Stand: April 2008)

## Leben nach der Spielerzeit
Bossis war einige Monate lang Sportdirektor bei der AS Saint-Étienne und konnte sein Image als Werbeträger für die französische Post vermarkten. Im 21. Jahrhundert folgten Beratertätigkeiten für die Telekommunikationsunternehmen Canal+ und Orange.